# Репьёвка (железнодорожная станция)
Репьёвка — пассажирская и грузовая станция Куйбышевской железной дороги на линии Пенза—Сызрань. Расположена в населённом пункте станция Репьёвка Ульяновской области. 
Расстояние до узловых станций (в километрах): Пенза II — 226, Новообразцовое — 15.

## История
В 1874 году рядом с селом Репьёвка была проложена Моршанско-Сызранская железная дорога (с 1890 года — Сызранско-Вяземская железная дорога), на которой была открыта станция «Репьёвка».

## Деятельность
На станции осуществляются:
- Продажа билетов на пассажирские поезда;
- приём и выдача багажа;
- приём и выдача повагонных отправок грузов, допускаемых к хранению на открытых площадках станций;
- приём и выдача грузов повагонными и мелкими отправками, загружаемых целыми вагонами, только на подъездных путях и местах необщего пользования;